# Hunan
Lo Hunan (cinese: 湖南S, HúnánP) è una provincia della Cina, situata a metà del corso del fiume Yangtze e a sud del Lago Dongting (da cui il nome Hunan, che significa "a sud del lago"). Lo Hunan è talvolta chiamato 湘 (pinyin: Xiāng).
Hunan confina con la provincia dello Hubei a nord, Jiangxi ad est, Guangdong a sud, Guangxi a sud-ovest, Guizhou ad ovest, e Chongqing a nord-ovest. La capitale è Changsha.

## Amministrazione
La suddivisione della provincia dello Hunan è articolata sui seguenti tre livelli: prefetture (地区S, dìqūP), a loro volta suddivise in contee (县S, xiànP), che a loro volta sono suddivise in città (镇S, zhènP).
- 14 prefetture (地区 dìqū)
  - 13 città con status di prefettura
  - 1 prefettura autonoma
- 122 contee (县 xiàn)
  - 16 città con status di contea (县级市 xiànjíshì)
  - 65 contee
  - 7 contee autonome (自治县 zìzhìxiàn)
  - 34 distretti (市辖区 shìxiáqū)
- 2409 città (镇 zhèn)
  - 1089 città (镇 zhèn)
  - 990 comuni (乡 xiāng)
  - 97 comuni etnici (民族乡 mínzúxiāng)
  - 233 sotto-distretti (街道办事处 jiēdàobànshìchù)

Mappa della suddivisione amministrativa della provincia dello Hunan
| Mappa | #                      | Nome                 | Hanzi                            | Hanyu Pinyin             | Amministrazione     | Tipo |
| ----- | ---------------------- | -------------------- | -------------------------------- | ------------------------ | ------------------- | ---- |
|       |                        |                      |                                  |                          |                     |      |
| 1     | Changsha               | 长沙市               | Chángshā Shì                     | Distretto di Yuelu       | Città-prefettura    |      |
| 2     | Changde                | 常德市               | Chángdé Shì                      | Distretto di Wuling      | Città-prefettura    |      |
| 3     | Chenzhou               | 郴州市               | Chénzhōu Shì                     | Distretto di Beihu       | Città-prefettura    |      |
| 4     | Hengyang               | 衡阳市               | Héngyáng Shì                     | Distretto di Yanfeng     | Città-prefettura    |      |
| 5     | Huaihua                | 怀化市               | Huáihuà Shì                      | Distretto di Hecheng     | Città-prefettura    |      |
| 6     | Loudi                  | 娄底市               | Lóudǐ Shì                        | Distretto di Louxing     | Città-prefettura    |      |
| 7     | Shaoyang               | 邵阳市               | Shàoyáng Shì                     | Distretto di Shuangqing  | Città-prefettura    |      |
| 8     | Xiangtan               | 湘潭市               | Xiāngtán Shì                     | Distretto di Yuetang     | Città-prefettura    |      |
| 9     | Yiyang                 | 益阳市               | Yìyáng Shì                       | Distretto di Heshan      | Città-prefettura    |      |
| 10    | Yongzhou               | 永州市               | Yǒngzhōu Shì                     | Distretto di Lengshuitan | Città-prefettura    |      |
| 11    | Yueyang                | 岳阳市               | Yuèyáng Shì                      | Distretto di Yueyanglou  | Città-prefettura    |      |
| 12    | Zhangjiajie            | 张家界市             | Zhāngjiājiè Shì                  | Distretto di Yongding    | Città-prefettura    |      |
| 13    | Zhuzhou                | 株洲市               | Zhūzhōu Shì                      | Distretto di Tianyuan    | Città-prefettura    |      |
| 14    | Xiangxi (Tujia e Miao) | 湘西土家族苗族自治州 | Xiāngxī Tǔjiāzú Miáozú Zìzhìzhōu | Jishou                   | Prefettura autonoma |      |

## Parchi
- Parco forestale nazionale Zhangjiajie

## Cultura

### Gastronomia
La cucina dell'Hunan comprnede varie ricette decisamente piccanti rispetto al resto della cucina cinese, come il gan guo, e si basa tra l'altro sull'abbondanza nella provincia di peperoncino fresco di ottima qualità e di altre spezie o piante aromariche come pepe del Sichuan, aglio, scalogno e zenzero.

## Galleria d'immagini

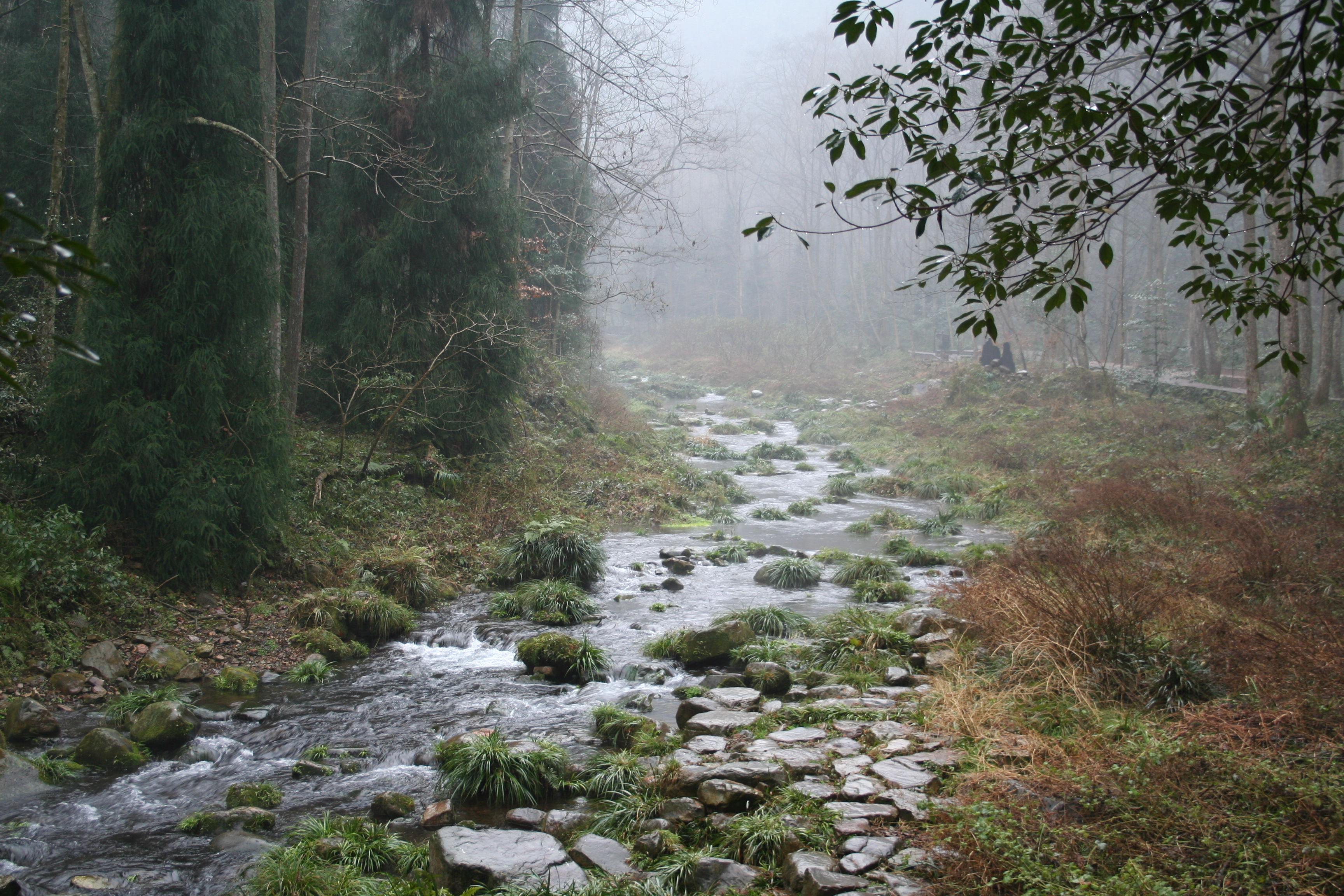
Parco nazionale di Wulingyuan
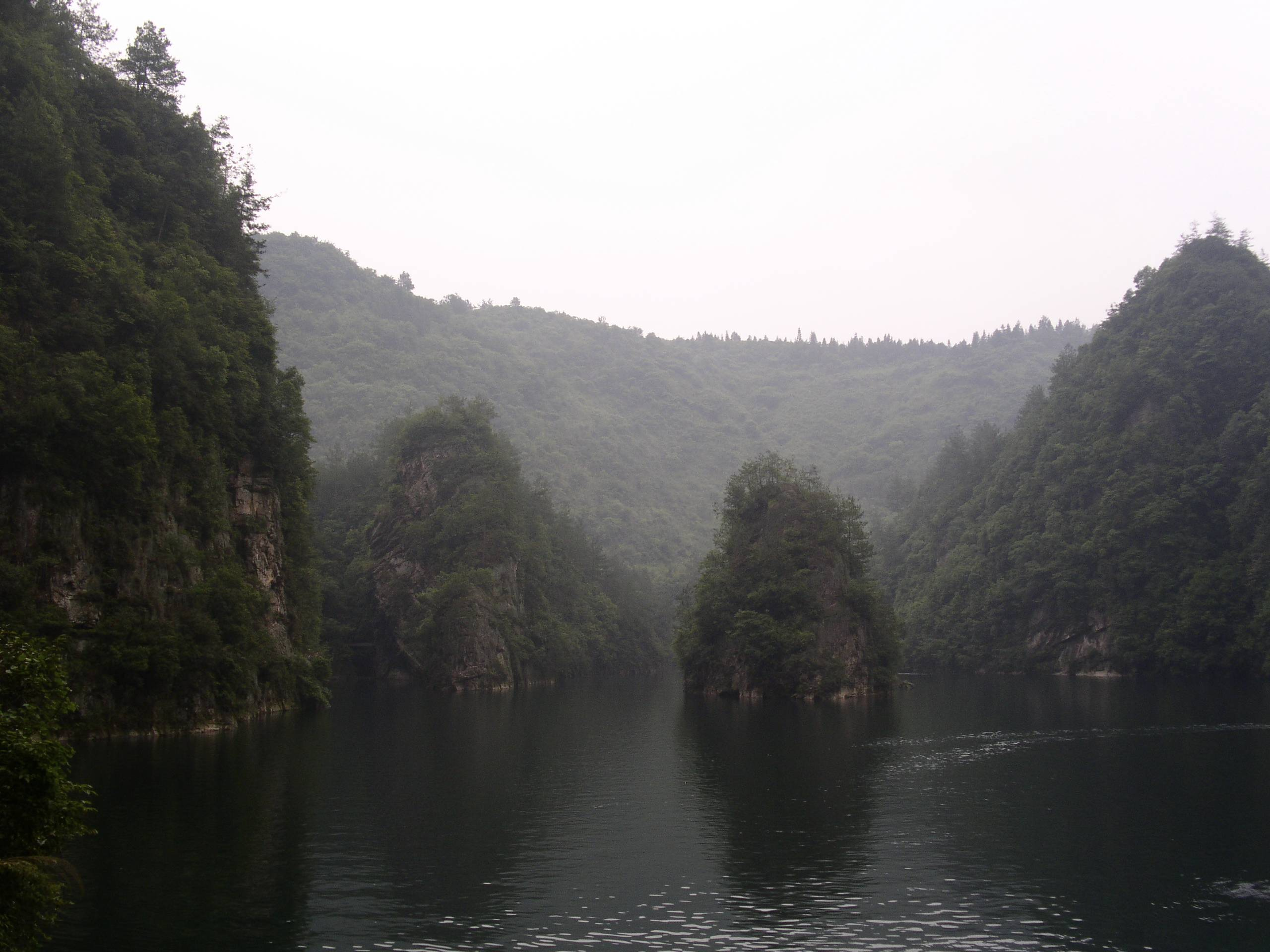
Il lago Baofeng
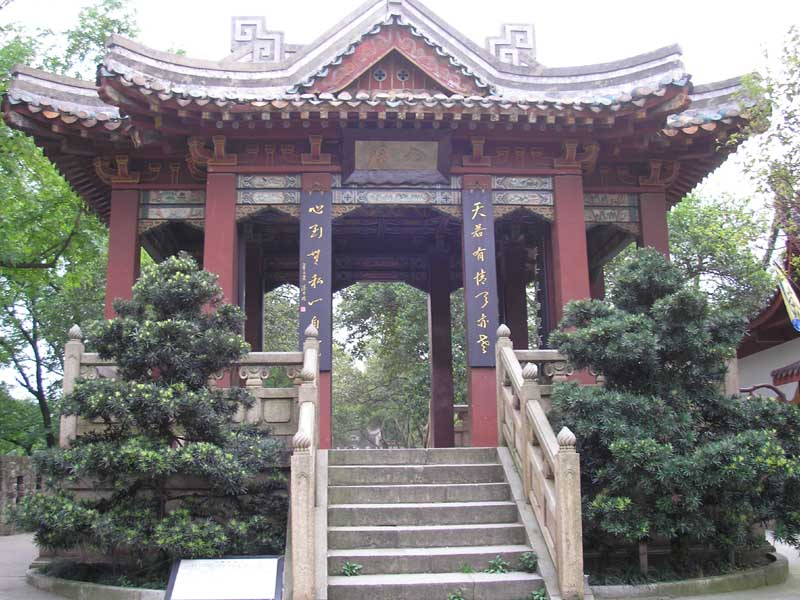
Changsha
Città di Furong